# グロリア・スティーブンス
グロリア・スティーブンス（Gloria Stephens）は、米国出身の猫の専門家。世界最大の猫種管理団体ザ・インターナショナル・キャット・アソシエーション(TICA)の黎明期からの幹部の一人であり、この団体の様々な役務を担う傍ら、猫をその主題とする数多の図鑑的著作を世に送り出してきた。
ミズーリ州のカンザス市に生まれ、テネシー州のメンフィスへと移ったのちに、ミシシッピ大学へと進み生物学を専攻。その他の科目も履修しつつ、比較解剖学、生物組織学および植物学の研究室で教鞭を取るなどした。
やがて再婚に伴いルイジアナ州のニューオーリンズへと移住。その夫がテュレーン大学の教授であったことが縁となり、再び大学に入り今度は彫刻を専攻。更には大学院へと進んだうえで、心理学の学習と並行しつつ美術教育の修士号を取得した。
猫の世界と深く関係するようになったのは、あるキャットショー〔猫展覧会〕を訪れた折に一匹のシャムネコに魅了されたことからであった。この子猫を入手したことがきっかけとなり、マーディ・グラと名付けた自身のキャッテリー〔猫牧場〕を開創。
やがてアメリカン・キャット・ファンシアーズ・アソシエーション(ACFA)の審査員を経て、TICAの全品種審査員およびインストラクターを務めたのち、TICAの遺伝委員に就任。更にはこの団体のウェブマスターの役をも引き受け、そのウェブサイトを全部にわたって作成。そうした傍らスイート・アンド・ロウと名付けたマンチカン用のキャッテリーを運営するなどしている。